# Разсейване на светлината
Разсейване на светлината е разсейване на електромагнитните вълни от видимия диапазон, при което лъчите на отразената светлина се отклоняват в различни, случайни посоки при взаимодействието си с веществото. Причината за това повечето предмети да са видими за човешкото око е именно разсейването на светлината от тяхната повърхност. Когато честотата на падащата и разсеяна светлина е една и съща, се наблюдава еластично разсейване, а когато честотата на падащата се различава от тази на разсеяната, разсейването се нарича нееластично.
- Разсейване на Тиндал – разсейване на светлината в нееднородни среди като суспензии
- Разсейване на Релей – еластично разсейване на светлината от много малки частици, съизмерими с дължината на вълната
- Раманово разсейване – нееластично разсейване на оптичното излъчване в молекулни вещества, при което се получава значителна разлика в честотите